# Кармилла (фильм, 2019)
«Кармилла» (англ. Carmilla) — художественный фильм режиссёра Эмили Харрис. Экранизация одноимённой новеллы Шеридана Ле Фаню 1872 года. Мировая премьера фильма состоялась 28 июня 2019 года на Эдинбургском международном кинофестивале.

## Сюжет
15-летняя Лора живёт со своим отцом и строгой гувернанткой мисс Фонтейн в полной изоляции. Когда поблизости произошла авария экипажа, в результате которой пострадала Кармилла, семья Лоры позволяет ей выздороветь в их доме. Кармилла очаровывает Лору. Пара завязывает страстные отношения, которые вселяют страх в сердце мисс Фонтейн, и между тремя женщинами возникает сложный треугольник.

## В ролях
- Джессика Рейн — мисс Фонтейн
- Ханна Рэй — Лора
- Деврим Лингнау — Кармилла
- Тобиас Мензис — доктор
- Грег Уайз — мистер Бауэр
- Скотт Сильвен
- Даниэль Туйт — конюх Пол
- Лорна Гейл — Маргарет

## Производство
Съёмки начались в Восточном Суссексе 11 сентября 2017 года.

## Релиз
Мировая премьера фильма состоялась на Эдинбургском международном кинофестивале 28 июня 2019 года. Первоначально фильм планировалось выпустить в Великобритании 3 апреля 2020 года, но он был отложен на неопределенный срок из-за пандемии COVID-19. В мае 2020 года компания Film Movement приобрела права на распространение фильма в США.